# Liste der Kulturdenkmäler in Hambuch
In der Liste der Kulturdenkmäler in Hambuch sind alle Kulturdenkmäler der rheinland-pfälzischen Ortsgemeinde Hambuch aufgeführt. Grundlage ist die Denkmalliste des Landes Rheinland-Pfalz (Stand: 21. September 2023).

## Einzeldenkmäler
| Bezeichnung                                     | Lage                                                       | Baujahr         | Beschreibung                                                                    | Bild                           |
| ----------------------------------------------- | ---------------------------------------------------------- | --------------- | ------------------------------------------------------------------------------- | ------------------------------ |
| Relief                                          | Hauptstraße, an Nr. 24 Lage                                | 1623            | Relief, barock, bezeichnet 1623                                                 | Fotos hochladen                |
| Kreuz                                           | Hauptstraße, an Nr. 36 Lage                                | 1719            | Kreuz, Basalt, bezeichnet 1719                                                  | weitere Bilder Fotos hochladen |
| Brunnen                                         | Hauptstraße, bei Nr. 37 Lage                               | 1859            | Brunnen, Basalt, bezeichnet 1859                                                | weitere Bilder Fotos hochladen |
| Katholische Pfarrkirche St. Johannes der Täufer | Kirchstraße Lage                                           | 1847/48         | Saalbau, 1847/48, Architekt eventuell Johann Claudius von Lassaulx; Kreuz, 1852 | weitere Bilder Fotos hochladen |
| Kriegerdenkmal                                  | Kirchstraße, auf dem Friedhof Lage                         | 20. Jahrhundert | Kriegerdenkmal, 20. Jahrhundert                                                 | weitere Bilder Fotos hochladen |
| Wegekreuz                                       | Kirchstraße Lage                                           | 1724            | Wegekreuz, bezeichnet 1724                                                      | weitere Bilder Fotos hochladen |
| Wegekreuz                                       | nordwestlich des Ortes an der L 108 Lage                   |                 | Wegekreuz                                                                       | weitere Bilder Fotos hochladen |
| Wegekreuz                                       | südwestlich des Ortes in der Nähe der Hambucher Mühle Lage | 17. Jahrhundert | Wegekreuz, 17. Jahrhundert                                                      | Fotos hochladen                |